# Очичи, Изабелла
Изабелла Босибори Очичи — кенийская легкоатлетка, которая специализируется в беге на длинные дистанции. Бронзовая призёрка олимпийских игр 2004 года и победительница Игр Содружества 2006 года на дистанции 5000 метров. Победительница пробега Dam tot Damloop 2005 года. Чемпионка мира по полумарафону 2001 года в командном зачёте, а также 8-е место в личном первенстве. В 2004 году стал победителем пробега Carlsbad 5000.
6 апреля 2013 года заняла 3-е место на Пражском полумарафоне — 1:09.21. 20 октября дебютировала на марафонской дистанции, она заняла 5-е место на Амстердамском марафоне — 2:31.38.
Замужем за легкоатлетом Дэвидом Майна. Проживает в Найроби. Работает в полиции.

## Достижения

### Золотая лига
3000 метров
- 2004:  Meeting Gaz de France – 8.31,32 — PB
- 2005:  Meeting Gaz de France – 8.33,59
- 2005:  Bislett Games – 8.31,42
- 2005:  Weltklasse Zürich – 8.34,51

5000 метров
- 2003:  Memorial Van Damme – 14.47,70
- 2004:  ISTAF – 14.59,69